# Rafael Rodríguez Méndez
Rafael Rodríguez Méndez (Granada, 1845-Barcelona, 1919) fue un médico y político español. 

## Biografía

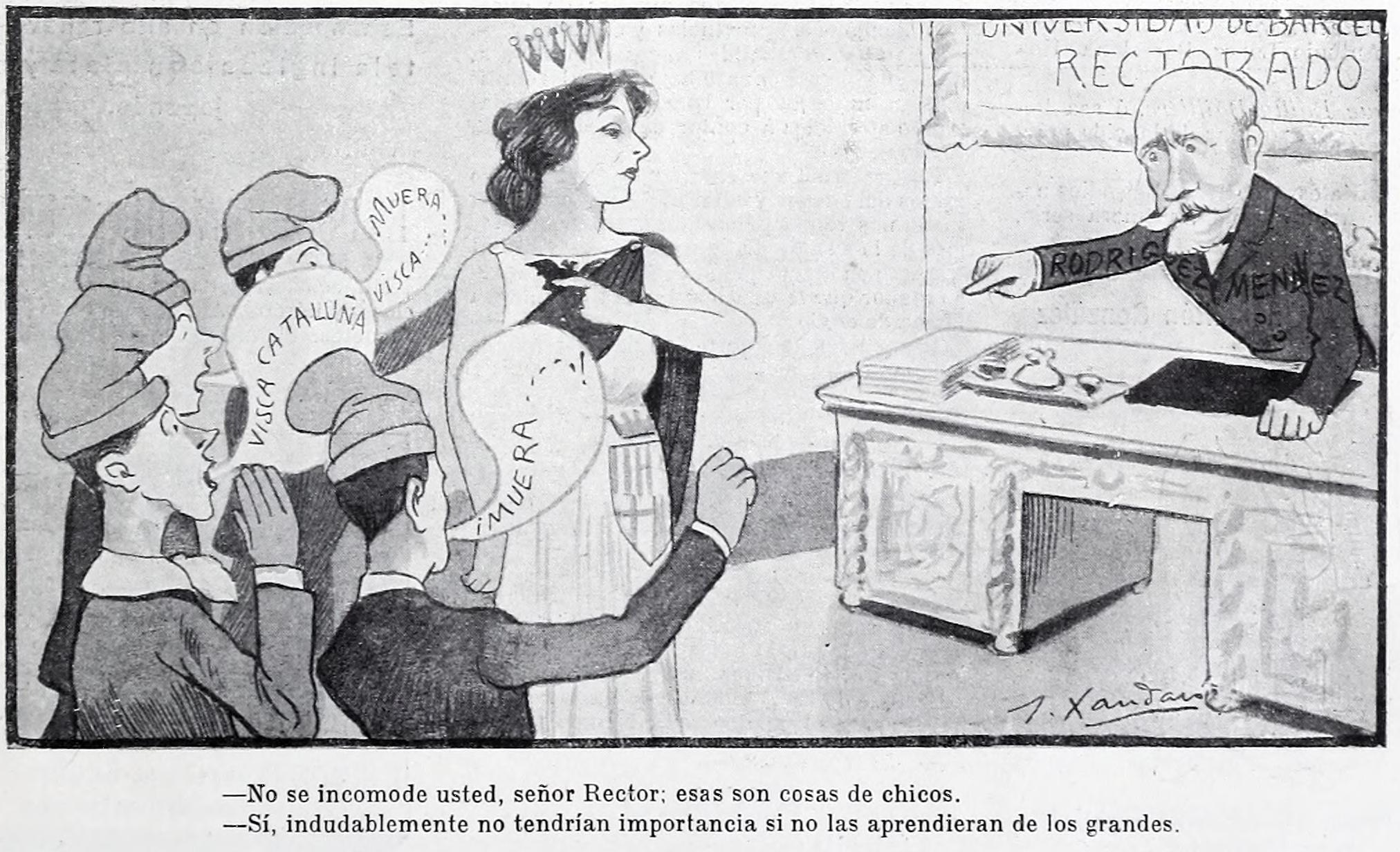
Caricaturizado por Xaudaró.

Se doctoró en Medicina en la Universidad de Granada en 1870 y en 1874 obtuvo la cátedra de higiene en la Universidad de Barcelona, en la que alcanzó un gran prestigio. Fundó la Gaceta Médica Catalana, la cual dirigió hasta su muerte y donde publicó en 1880 una «Estadística sanitaria. Estadística demográfica sanitaria de Cataluña».
Fue rector de la Universidad de Barcelona desde 1902 hasta 1905. También fue director del manicomio de San Baudilio de Llobregat, donde destacó por el uso de la música y el canto como terapia en los casos agudos. Políticamente, estaba vinculado al Partido Republicano Radical y fue elegido diputado por la provincia de Barcelona en las elecciones generales de 1905. Es autor de algunos tratados médicos.
Su hijo fue Ángel Rodríguez Ruiz, primer presidente del Real Club Deportivo Español.

## Obras
- Fiebre amarilla (1870)
- Tratamiento del hidrocele (1876),
- Lluís Comenge i Ferrer (1917).[1]
- Higiene privada y pública (1880).